# Nemeritis caudata
Nemeritis caudata är en stekelart som först beskrevs av Szepligeti 1916.  Nemeritis caudata ingår i släktet Nemeritis och familjen brokparasitsteklar. Inga underarter finns listade i Catalogue of Life.